# Навово
Навово или Наово, понякога книжовно Нахово (на македонска литературна норма: Навово, Наово), е бивше село в община Ибрахимово (Петровец) на Северна Македония.

## География
Селото се е намирало на 2 километра северно от село Огнянци, на десния бряг на Вардар.

## История
В края на XIX век Навово е село в Скопска каза на Османската империя. Според статистиката на Васил Кънчов („Македония. Етнография и статистика“) към 1900 година в Навово живеят 50 българи-християни.
В началото на XX век цялото село е под върховенството на Българската екзархия. По данни на секретаря на екзархията Димитър Мишев („La Macédoine et sa Population Chrétienne“) в 1905 година в Наово (Naovo) има 32 българи екзархисти и 6 цигани
След Междусъюзническата война в 1913 година селото влиза в границите на Сърбия.
На етническата си карта от 1927 година Леонард Шулце Йена показва Навово (Navovo) като село с неясен етнически състав.